# Michel Quillé
Der Franzose Michel Quillé (* Carcassonne) ist seit dem September 2006 stellvertretender Direktor (2006/531/EG, Directeur adjoint) zuerst des Governance Departments und seit 2011 (2009/C249/04) des Operations Department der europäischen Polizeibehörde Europol.

## Werdegang
Quillé hat seit 1971 einen Master of Laws vom Institut d’études politiques de Toulouse.
Von 1976 bis 1977 arbeitete Quillé als Inspektor in der Polizei von Toulouse. Von 1978 bis 1980 durchlief er die Ausbildung zum Kommissar. Mit seiner Beförderung 1980 übernahm er eine operative Rolle in der Terrorismusbekämpfung mit Schwerpunkten Action Directe, der baskischen ETA sowie schweren Verbrechen wie Mord, Drogenkriminalität, Drogen-, Waffen- und Fahrzeugschmuggel in der Polizei von Toulouse. 1984 leitete er die Polizeiermittlungen in Finanzangelegenheiten in Toulouse. Von 1985 bis 1987 leitete der die Ermittlungsgruppe für schwere Verbrechen in Toulouse (G. R. B. - Group de Répression du Banditisme) mit dem Schwerpunkt auf schwerem Raub, Entführung, Freiheitsberaubung, Erpressung und Menschenhandel.
1988–1994 wechselte Quillé nach Grenoble, wo er die operative Leitung der Polizei übernahm. 1995 bis 1999 übernahm er in Paris Aufbau und Leitung der polizeilichen Ermittlungsbehörden zur Bekämpfung des ausländischen organisierten Verbrechens in Frankreich einschließlich aller Aktivitäten zur zentralen Datenverwaltung. Von 1996 bis 2000 leitete Quillé die französische Delegation zur Verbesserung der Polizeikooperation zwischen den Vereinigten Staaten von Amerika, Großbritannien, Deutschland, Japan, Italien, Russland, Kanada und Frankreich im Auftrag der G8. Ab 1997 bis einschließlich 2000 war Quillé der französische Vertreter in der Multidisciplinary Group against organised crime. Ab 1998 war er auch im Falcone Committee damit beauftragt, die Finanzierung der Falcone Projekte gegen organisiertes Verbrechen zu bewerten. Die Projekte im Rahmen des Falconeprogramms dienen der Prävention und der Strafverfolgung von grenzüberschreitender Kriminalität. Das Programm war für den Zeitraum von 1998 bis 2002 konzipiert und mit 10 Mio. Euro finanziert. Ebenfalls ab 1998 untersuchte er im Auftrag der EU die rumänischen Polizeikräfte in Vorbereitung zum Beitritt Rumäniens zur EU. Von 1998 bis 2000 vertrat er Frankreich im UN-Büro in Wien in der Vorbereitung der Palermo-Konvention. Ab 2000 leitete er die Europäische Zelle im Zentraldirektorat der französischen Polizei in der Vorbereitung und Durchführung der französischen EU-Präsidentschaft im zweiten Halbjahr 2000.
2000 bis 2006 war Quillé im Auftrag des Zentraldirektorats verantwortlich für die internationalen Beziehungen der Polizei, Zoll und dem französischen Justizministerium und die Kontakte zu Interpol, Schengener Informationssystem (SIS) und Europol. In dieser Rolle war er auch der französische Repräsentant am Board von Europol und Interpol.
Seit 2006 ist Quillé Deputy Director von Europol und leitet seit 2011 das Operations Department.